# Oracle Application Express
Oracle APEX (абревіатура: Oracle Apex, APEX, раніше називалось Oracle HTMLDB) — пропрієтарне середовище швидкої розробки прикладного програмного забезпечення на основі СУБД Oracle Database, повністю реалізована як вебдодаток. Усі елементи, які виникають в циклі розробки додатку в данному середовищі зберігаються безпосередньо в інфрасруктурі Oracle Database, таким чином забезпечується спільна робота розробників і контроль версій без використання файлів і додаткових  систем керування версіями Додатки можуть бути розгорнутими в екземплярі Oracle Database без додаткового програмного забезпечення(використовуючи вбудований в СУБД сервер), або вебсервер може бути винесений на зовнішній сервер на основі Apache httpd з модулем mod_plsql. Також існує Java-додаток Oracle APEX Listener, який може бути розвернутий на J2EE-серверах додатків для забезпечення функцій сервера для APEX-додатків з можлиівстю кешування на стороні вебсерверук, конфігуруровання через вебінтерфейс, додатковими функціями по моніторингу і забезпеченню безпеки.

## Основні типи рішень на основі Oracle APEX
- Web-додаток для работи с данними, які зберігаються в Oracle Database.
- Онлайн-звітність.
- Міграція з Microsoft Access.
- Міграція з Oracle Forms.
- Міграція з Microsoft Excel.
- Кастомізація Oracle E-Business Suite.

## Архітектура
Oracle Application Express може використовуватись з версією Oracle Database 9.2 і новіше, а починаючи с версії Oracle Database 11g середовище APEX встановлюється за замовчуванням разом з СУБД.
Вебсервером для відображення сторінок можуть використовуватися Apache HTTP Server або вбудований в Oracle Database спеціалізований шлюз — Embedded PL/SQL Gateway (EPG, підтримується в Oracle Database Express Edition і в подібних редакціях, починаючи з версії 11g).

## Переваги та недоліки

### Переваги
- DBAs знайомі з PL/SQL можуть використовувати свій набір навичок для розробки вебдодатків
- Легко створювати макети за допомогою заздалегідь побудованих тем
- Простота розгортання (кінцевий користувач відкриває URL-адресу для доступу до програми APEX)
- Масштабоване (може бути розгорнуте на ноутбуках, автономних серверах або установках Oracle RAC)
- Обробка та перевірка на стороні сервера
- Сильна та підтримуюча спільнота користувачів (особливо форум Oracle APEX)
- Базова підтримка розвитку групи
- Безкоштовний хостинг демонстраційних програм, що надаються Oracle
- Додатки Apex можуть працювати на безкоштовній базі даних Oracle Express Edition (XE)
- Індивідуальні компоненти програми можна отримати або ідентифікувати за допомогою SQL, полегшуючи спеціальні звіти
- Легко дотримується моделі розробки / тестування / виробництва SQA (при цьому не викриваючи паролі DB)
- Допомагає зосередити увагу на моделі БД, що підтримує рішення (проти кодування в Java, .NET або PHP — потрібен лише JavaScript)
- Легко підтримує стандартизовану тему для різних наборів програм (та зміну цієї теми)
- Кінцеві напівтехнічні користувачі можуть створювати власні вебсторінки та звіти

### Недоліки
- Програми APEX створюються з використанням власних інструментів Oracle і можуть розміщуватися лише в базі даних Oracle, що робить реалізатор сприйнятливим до блокування постачальника.
- Небагато вебхостів пропонують APEX (Oracle Database) на своєму пакеті послуг хостингу (більшість із них пропонують PHP + MySQL або ASP + Microsoft SQL Server). Як результат, програми APEX мають обмежений вибір вебхостів. Однак, оскільки APEX може працювати на безкоштовній версії Express Edition бази даних Oracle (Oracle XE), можна встановити необхідний стек (база даних, фреймворк APEX та вебшлюз) на будь-якому стандартному хості операційної системи (Linux або Windows).
- Проекти, що вимагають від декількох розробників торкатися однієї вебсторінки, повинні повідомляти свої наміри між собою. Немає вбудованого контролю версій, і всі компоненти повинні редагуватися через вебінтерфейс. Немає підтримки об'єднання двох версій. Блокування сторінки може допомогти захиститися від конфліктів.

## Low Code Environment
Хоча APEX існує з 2004 року в тій чи іншій формі, нещодавно він був включений до нової категорії платформ для розробки додатків під назвою Low Code. Ці середовища Low Code можуть простежити своє походження від мов програмування 4GL та інструментів швидкої розробки додатків (RAD). Оскільки APEX спочатку продавався як інструмент RAD, цей прогрес є логічним. APEX дозволяє легко створювати вебпрограми без коду. Там, де вимоги є більш складними, APEX дозволяє розширити об'єкти Low Code через декларативну структуру. Цей фреймворк дозволяє розробнику визначати власну логіку та бізнес-правила, а також створювати розширений користувальницький інтерфейс. Розробник може зробити це за допомогою включення SQL, PL / SQL, HTML, JavaScript або CSS, а також плагінів APEX. Тож APEX дозволяє розробникам переходити від без коду до низького коду до більшого коду

## Сторонні бібліотеки
Розробники можуть вдосконалювати та розширювати свої програми APEX, використовуючи сторонні бібліотеки, які входять до APEX. Серед них jQuery Mobile (користувальницький інтерфейс на основі HTML5), jQuery UI (користувальницький інтерфейс для Інтернету), AnyChart (діаграми JavaScript / HTML5), CKEditor (вебтекстовий редактор), та інші. Експерти [потрібне цитування] стверджують, що перевагою застосування найновіших виправлень APEX є те, що зовнішні бібліотеки, що постачаються разом з APEX, також мають оновлення. Однак багато бібліотек випускають новіші версії частіше, ніж існують виправлення APEX

## APEX і Oracle Database Express Edition (XE)
Oracle Application Express може бути запущеним всередині Oracle Database Express Edition (XE), безкоштовної бази данних початкового рівня. Хоча функціональність APEX навмисно необмежена під час роботи на XE, обмеження механізму бази даних можуть перешкоджати деяким функціям APEX працювати. Крім того, Oracle XE має обмеження щодо використання процесора, пам'яті та диска

## Історія версій
- Flows
- Oracle Platform
- Project Marvel
- Oracle HTML DB 1.3
- Oracle HTML DB 1.3.6
- Oracle HTML DB 1.5.0
- Oracle HTML DB 1.5.1
- Oracle HTML DB 1.6
- Oracle HTML DB 2.0
- Oracle Application Express 2.2
- Oracle Application Express 2.2.1
- Oracle Application Express 3.0
- Oracle Application Express 3.0.1
- Oracle Application Express 3.1
- Oracle Application Express 3.1.1
- Oracle Application Express 3.1.2
- Oracle Application Express 3.2
- Oracle Application Express 4.0
- Oracle Application Express 4.1
- Oracle Application Express 4.2
- Oracle Application Express 5.0
- Oracle Application Express 5.1
- Oracle Application Express 18.1
- Oracle Application Express 18.2
- Oracle Application Express 20.1

## Документація
- Beckmann, Ralf (1 жовтня 2013), Oracle Application Express in der Praxis: Mit APEX datenbankbasierte Webanwendungen entwickeln (вид. 1st), с. 416, ISBN 978-3446438965, архів оригіналу за 14 червня 2017, процитовано 16 грудня 2020
- Cimolini, Patrick (12 вересня 2011), Agile Oracle Application Express (вид. 1st), с. 200, ISBN 978-1-4302-3759-4, архів оригіналу за 5 березня 2016, процитовано 16 грудня 2020
- Mattamal, Raj; Nielsen, Anton (28 липня 2011), Expert Oracle Application Express Plugins: Building Reusable Components (вид. 1st), с. 300, ISBN 978-1-4302-3503-3, архів оригіналу за 11 червня 2016, процитовано 16 грудня 2020

- Fox, Tim; Scott, John; Spendolini, Scott (29 червня 2011), Pro Oracle Application Express 4 (вид. 2), с. 700, ISBN 978-1-4302-3494-4, архів оригіналу за 4 березня 2016, процитовано 16 грудня 2020
- Zehoo, Edmund (15 червня 2011), Oracle Application Express 4 Recipes (вид. 1st), с. 300, ISBN 978-1-4302-3506-4, архів оригіналу за 20 жовтня 2015, процитовано 16 грудня 2020
- Lancaster, Mark (28 травня 2011), Oracle Application Express 4.0 with Ext JS (вид. 1st), с. 392, ISBN 978-1-84968-106-3, архів оригіналу за 2 серпня 2014, процитовано 16 грудня 2020
- Aust, Dietmar; D'Souza, Martin Giffy; Gault, Doug; Gielis, Dimitri; Hartman, Roel; Hichwa, Michael; Kennedy, Sharon; Kubicek, Denes; Mattamal, Raj; McGhan, Dan; Mignault, Francis; Nielsen, Anton; Scott, John (16 травня 2011), Expert Oracle Application Express (вид. 1st), с. 500, ISBN 978-1-4302-3512-5, архів оригіналу за 24 жовтня 2016, процитовано 16 грудня 2020
- Gault, Doug; Cannell, Karen; Cimolini, Patrick; D'Souza, Martin Giffy; Hilaire, Timothy St. (31 березня 2011), Beginning Oracle Application Express 4 (вид. 1st), с. 440, ISBN 978-1-84968-134-6, архів оригіналу за 4 березня 2016, процитовано 16 грудня 2020
- van Zoest, M.; van der Plas, Marcel (14 грудня 2010), Oracle APEX 4.0 Cookbook (вид. 1st), с. 328, ISBN 978-1-4302-3147-9, архів оригіналу за 10 травня 2013, процитовано 16 грудня 2020
- Geller, Arie; Lyon, Matthew (1 червня 2010), Oracle Application Express 3.2 – The Essentials and More (вид. 1st), с. 520, ISBN 978-1-84719-452-7, архів оригіналу за 2 серпня 2014, процитовано 16 грудня 2020
- van den Bos, Douwe Pieter (29 липня 2009), Oracle Application Express Forms Converter (вид. 1st), с. 172, ISBN 978-1-84719-776-4, архів оригіналу за 2 серпня 2014, процитовано 16 грудня 2020
- Greenwald, Rick (22 грудня 2008), Beginning Oracle Application Express (вид. 1st), с. 384, ISBN 978-0-470-38837-2, архів оригіналу за 14 червня 2013, процитовано 16 грудня 2020
- Scott, John; Spendolini, Scott (16 вересня 2008), Pro Oracle Application Express (вид. 1st), с. 700, ISBN 978-1-59059-827-6

### Демонстрації
- APEX Workspace